# 露柯希亞·馬泰
露柯希亞·馬泰（西班牙語：Lucrecia Martel；1966年12月14日—）是阿根廷電影導演。她被認為是新阿根廷電影的代表導演之一。

## 生平
她的首部長片《魔沼》便進入第51屆柏林影展正式競賽單元，並獲得亞佛雷德鮑爾獎。她的第二與第三部長片《神聖性女》（2004）與《失憶薇若妮卡》（2008）皆獲選為坎城影展正式競賽片。她曾經擔任過第52屆柏林影展（2002年）、第59屆坎城影展（2006年）與第65屆威尼斯影展（2008年）評審團成員之一；2019年，她獲邀擔任第76屆威尼斯影展評審團主席。

## 電影作品
- 2001年：《魔沼（西班牙语：La Ciénaga (película)）》（La Ciénaga）
- 2004年：《神聖性女》（La niña santa）
- 2008年：《失憶薇若妮卡》（La mujer sin cabeza）
- 2017年：《薩瑪的漫長等待（西班牙语：Zama (película de 2017)）》（Zama）
- 2025年：《我們的土地》（Nuestra Tierra）

## 外部連結
- 露柯希亞·馬泰在互联网电影资料库（IMDb）上的資料（英文）